# ريكاردو أموريم
ريكاردو أموريم (بالبرتغالية: Ricardo Amorim‏) هو اقتصادي وصحفي برازيلي، ولد في 10 فبراير 1971.

## وصلات خارجية
- الموقع الرسمي